# Elisabeth Werl
Elisabeth Werl (* 7. April 1898 in Annaberg; † 28. Juni 1983 in Dresden) war eine deutsche Kirchenhistorikerin und Expertin der sächsischen Reformationsgeschichte.

## Leben
Werl besuchte von 1915 bis 1919 das Staatliche Lehrerseminar in Dresden und arbeitete anschließend als Volksschullehrerin in Plauen und Weischlitz. Ab 1930 studierte sie an der Universität Leipzig Geschichte, Germanistik, Französisch, Philosophie und Theologie. Sie legte 1936 das Staatsexamen für das höhere Lehramt ab. Mit ihrer 1937 veröffentlichten Dissertation zum Thema Jugend in Hessen und Ehezeit am sächsischen Hof in Dresden, dem ersten Teil ihrer umfangreichen Darstellung über die Herzogin Elisabeth von Sachsen, wurde sie zum Dr. phil. promoviert. Von 1936 bis 1938 war sie zudem im Schuldienst in Plauen tätig. 
Anschließend wurde sie von der Sächsischen Kommission für Geschichte nebenberuflich mit der Fortsetzung der von Felician Geß begonnenen Herausgabe der Akten und Briefe zur Kirchenpolitik Herzog Georgs von Sachsen beauftragt. Ihrem Nachlass konnten von der Kommission zahlreiche Regesten entnommen werden, die nach gründlicher Überarbeitung und Erweiterung der Fortsetzung der Edition dienen.
Ab 1944 war sie als Lehrerin für Geschichte, Deutsch und Religion in Dresden tätig, anschließend arbeitete sie ab 1947 im kirchlichen Dienst. Für die Kirche erforschte sie ab 1951 die Sächsische Kirchengeschichte. Sie galt als eine der besten Kennerinnen der sächsischen Reformationsgeschichte und schrieb zahlreiche Arbeiten über die Wettiner zur Reformationszeit, Martin Luther, Peter von Dresden und die Familie von Einsiedel.
Ihr Grab befindet sich auf dem Trinitatisfriedhof in Dresden-Johannstadt.
Ihr Nachlass mit einer Materialsammlung zur Geschichte der Reformation und zu Herzog Georg von Sachsen befindet sich im Hauptstaatsarchiv Dresden.

## Werke
- Elisabeth, Herzogin zu Sachsen, die Schwester Landgraf Philipps von Hessen : Eine deutsche evangelische Frau der Reformationszeit. Bd. 1. Jugend in Hessen und Ehezeit am sächsischen Hofe zu Dresden. Thomas & Hubert, Weida in Thüringen, 1938